# Ptychoglene coccinea
Ptychoglene coccinea är en fjärilsart som beskrevs av Edwards 1886. Ptychoglene coccinea ingår i släktet Ptychoglene och familjen björnspinnare. Inga underarter finns listade.